# Kamenice (Vysočina)
Kamenice é uma comuna checa localizada na região de Vysočina, distrito de Jihlava.